# Joseph Blackmore
Joseph « Joe » Blackmore, né le 23 février 2003 à Sidcup, est un coureur cycliste britannique. Il participe à des compétitions de cyclo-cross, de VTT et de cyclisme sur route. 

## Biographie

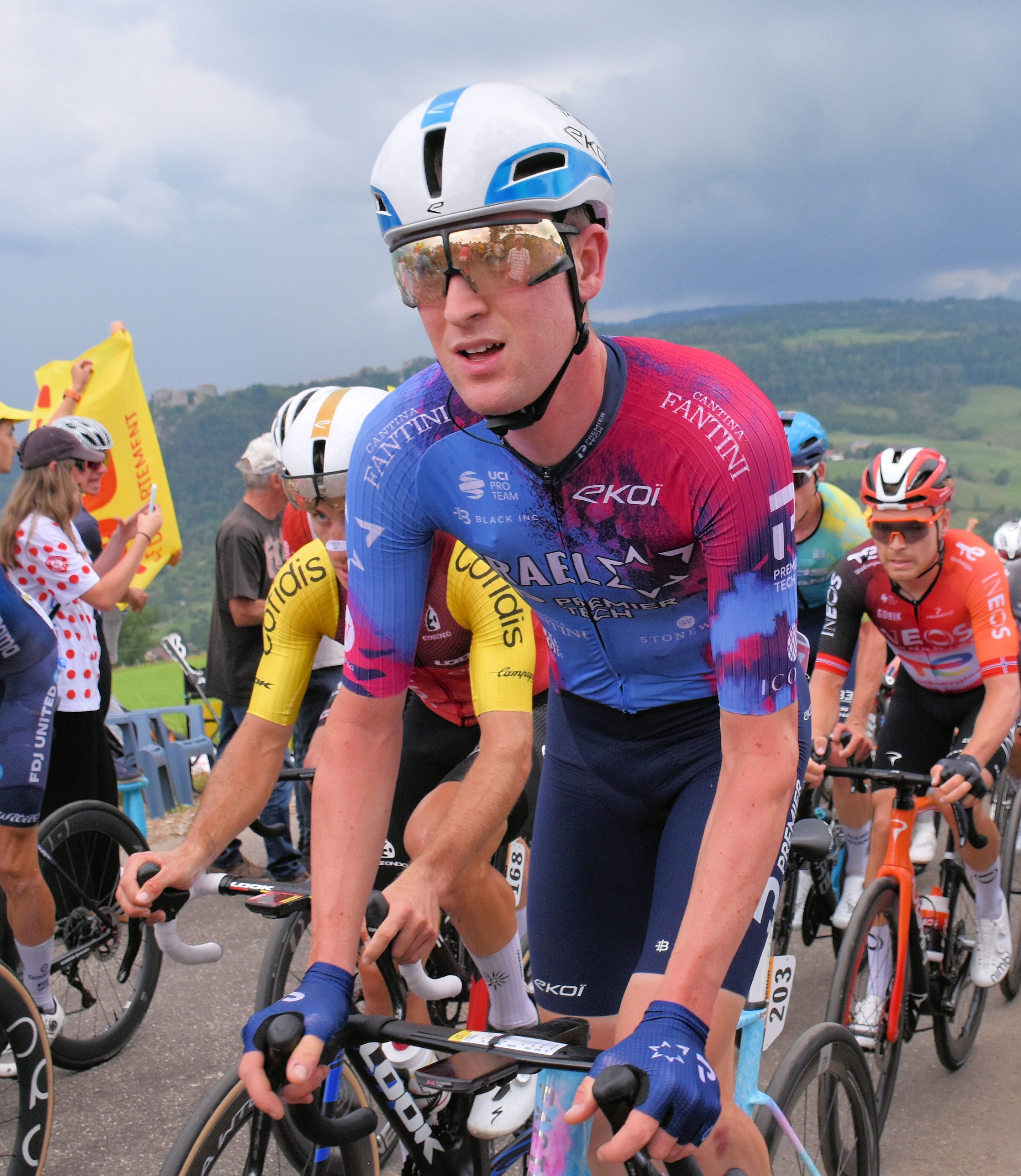
Joseph Blackmore sur le Tour de France 2025

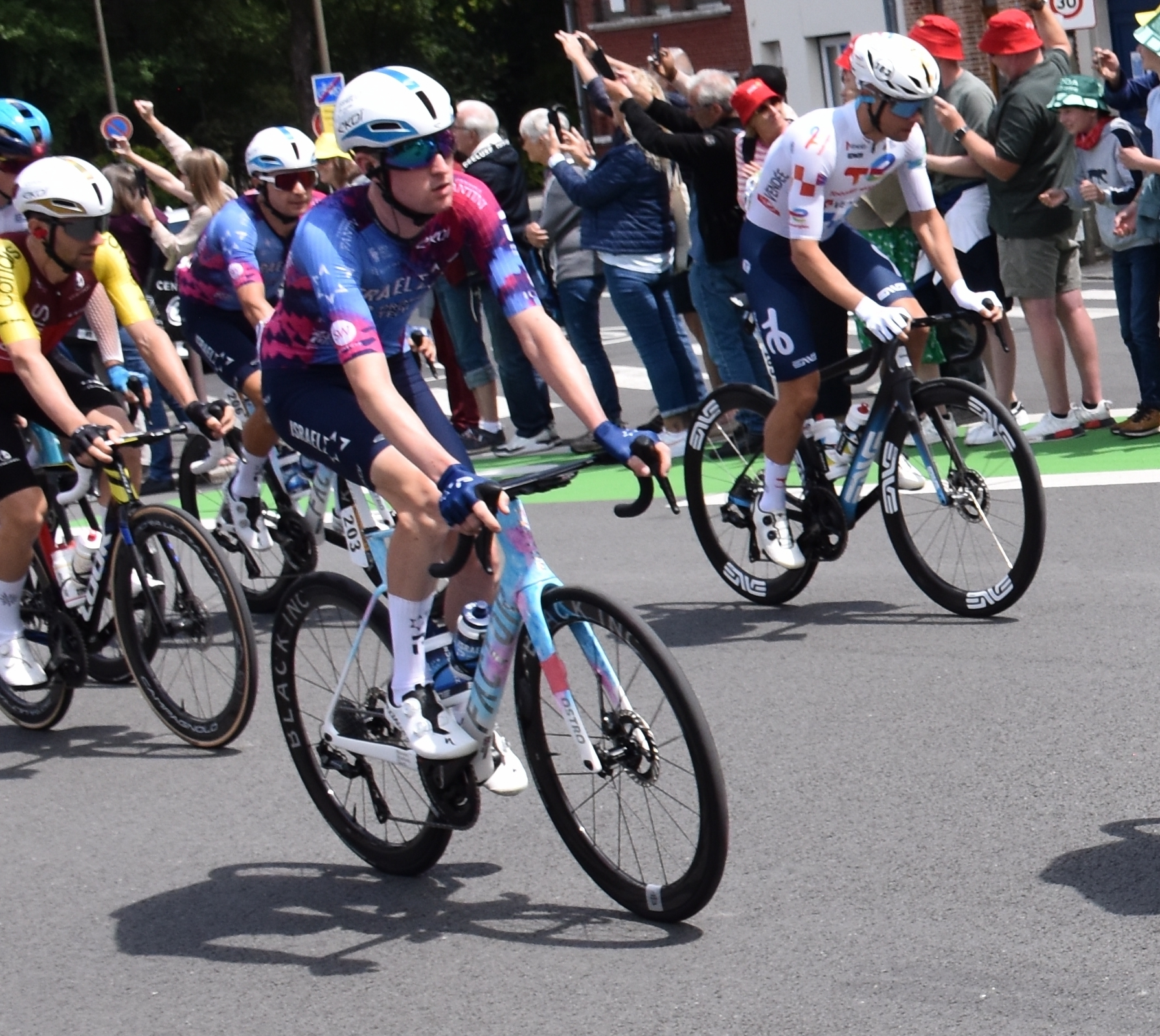
Joseph Blackmore sur le Tour de France 2025

Joseph Blackmore commence le cyclisme en pratiquant le cyclo-cross et le VTT. Il participe régulièrement à la Coupe du monde et aux championnats internationaux dans ses disciplines jusqu'en 2023. En 2022, il représente l'Angleterre aux Jeux du Commonwealth en cross-country VTT, où il prend la cinquième place. En 2023, il deivient champion de Grande-Bretagne de cyclo-cross espoirs (moins de 23 ans) et de Champion de Grande-Bretagne de cross-country espoirs, ainsi que champion britannique de gravel. Aux mondiaux de cyclocross de 2023, il décroche la médaille d'argent avec l'équipe de britannique sur le relais mixte.
Au cours de la saison 2023, Blackmore participe à plusieurs reprises à des courses sur route avec l'équipe nationale britannique. Il obtient notamment la deuxième place lors de la dernière du Tour du Rwanda et prend la sixième place au classement général. En mai, il se classe neuvième de l'Orlen Nations Grand Prix, l'une des manches de la Coupe des Nations espoirs. Lors du Tour de l'Avenir, épreuve référence du calendrier des espoirs, il termine douzième. 
Ses bonnes performances lui permettent de rejoindre pour la saison 2024, l'équipe Israel Premier Tech Academy, une équipe continentale. Lors du Tour du Rwanda, il court avec l'UCI ProTeam Israel-Premier Tech et remporte immédiatement ses premières victoires dans des courses internationales sur route avec deux victoires d'étape et le classement général. Peu de temps après, il gagne également le Tour de Taïwan et le Circuit des Ardennes. En avril, il confirme son statut de révélation de la saison en remportant Liège-Bastogne-Liège espoirs et en se classant quatrième de la Flèche brabançonne.
Il profite de la retraite de Rick Zabel pour rejoindre l'effectif de l'équipe Israel-Premier Tech à partir du 3 mai 2024, quelques mois avant la date prévue. Quelques jours plus tard, il s'aligne aux championnats d'Europe de VTT, où il décroche l'or sur le cross-country short-track espoirs, mais termine seulement 31e du cross-country espoirs. De retour sur route, il se classe en août dixième de l'Arctic Race of Norway. Il remporte ensuite une étape et le classement général d'un Tour de l'Avenir très montagneux, après avoir résisté dans la dernière étape au Col du Finestre et conservé douze secondes d'avance sur l'Espagnol Pablo Torres Arias.

## Palmarès sur route

### Par années
- 2024
  - Tour du Rwanda :
    - Classement général
    - 6e et 8e étapes

  - Circuit des Ardennes :
    - Classement général
    - 4e étape

  - Classement général du Tour de Taïwan
  - Liège-Bastogne-Liège espoirs
  - Tour de l'Avenir : 
    - Classement général
    - 3e étape

  - 5e du championnat du monde sur route espoirs

### Résultats sur les grands tours

#### Tour de France
1 participation
- 2025 : 48e

### Classements mondiaux
| Année                                 | 2023  | 2024 |
| ------------------------------------- | ----- | ---- |
| Classement mondial                    | 1087e | 91e  |
| UCI Europe Tour                       | nc    | 71e  |
|                                       |       |      |
| Légende : nc = non classéSource : UCI |       |      |

## Palmarès en cyclo-cross
- 2021-2022
  - National Trophy Series #2, Milnthorpe
  - 2e du championnat de Grande-Bretagne de cyclo-cross espoirs
  - 3e du championnat de Grande-Bretagne de cyclo-cross
- 2022-2023
  -  Champion de Grande-Bretagne de cyclo-cross espoirs
  -  Médaillé d'argent du championnat du monde de cyclo-cross en relais mixte
  - 2e du championnat de Grande-Bretagne de cyclo-cross
  - 10e du championnat du monde de cyclo-cross espoirs

## Palmarès en VTT

### Championnats d'Europe
- Cheile Grădiștei 2024
  -  Champion d'Europe de cross-country short-track espoirs

### Championnats de Grande-Bretagne
- 2022
  - 2e du cross-country espoirs
- 2023
  -  Champion de Grande-Bretagne de cross-country espoirs

## Palmarès en gravel
- 2023
  -  Champion de Grande-Bretagne de gravel